# Bangko Permata
Bangko Permata is een bestuurslaag in het regentschap Rokan Hilir van de provincie Riau, Indonesië. Bangko Permata telt 5739 inwoners (volkstelling 2010).